# Cerkev Marijinega vnebovzetja, Ariccia
Župnijska cerkev Marijinega vnebovzetja (latinsko: Ecclesia collegiata Beatae Mariae Virginis Dei Matris in Coelum Assumptae) je največja katoliška cerkev mesta Ariccia, v pokrajini Rim v Castelli Romani, v škofiji Albano Lazio.
S tem imenom obstaja v Ariccii od šestega stoletja, vendar je bila sedanja stavba z glavno fasado na monumentalni trg, zgrajena med letoma 1663 in 1665, zaradi interesa družine Chigi, zasnoval pa jo je Gian Lorenzo Bernini, s prispevkom drugih pomembnih umetnikov, ki so delovali v Rimu v sedemnajstem stoletju. Cerkev, ki je stisnjena med zgodovinske objekte, je zdaj glavna župnija občine, skupaj z župnijo svetišča Santa Maria di Galloro.

## Zgodovina

### Najstarejša zgradba
Prvotna cerkev v Ariccii je bila zgrajena že precej zgodaj, na kraju nekdanje cerkve San Nicola di Bari, ki je zavzemala del glavne ladje starodavne cerkve. 
Namenjena tudi Devici Mariji, je bila morda dejansko ustanovljena v šestem stoletju, v kratkem času vladanja Atalarika (526-534), kralja ostrogotskega Italskega kraljestva, kot je navedeno na spominski medalji, ki so jo odkrili v sedemnajstem stoletju na mestu starodavne cerkve.
Cerkev je bila kasneje v lasti več različnih oblastnikov, kar se kaže v štirih notarskih aktih ohranjenih v samostanu sv. Bonifacija in Alekseja v Rimu iz let med 1281 in 1296.
Po postopnem zmanjšanju števila župnij, jo je papež Bonifacij IX. 1. februarja 1404 priključil opatiji Sant'Anastasio alle Tre Fontane v Rimu.
Papež Aleksander VII. je odredil rušenje stare župnijske cerkve, da bi zgradil novo. Vendar je 27. aprila 1665 Chigi poskrbel, da je del stare cerkve ostal in naročil oblikovanje Luigiju Berniniju, bratu bolj znanega Gian Lorenzo Bernini.
Nekateri deli stare cerkve so bili uničeni, drugi ponovno uporabljeni. Dva granitna stebra, ki sta podpirala obok ladje na primer, sta ostala na strani fasade cerkve San Nikola di Bari in  bila vgrajena leta 1751 kot podpora balkona glavne fasade Palazzo Chigi, več nagrobnikov je bilo ohranjenih ob koncu osemnajstega stoletja. Od slik, ki so krasile staro cerkev, so večino vrnili družinam, ki so jih naročile: Obiska Marije in pozlačen lesen kip sv. Apolonija, delo naročene od družine Savelli, še vedno hranijo v sedanji cerkvi.

### Temelj nove cerkve
Dne 20. julija 1661 so trije nečaki papeža Aleksandra VII., kardinal Flavio Chigi in njegova brata Mario in Avguštin, kupili posestvo v Ariccii od kardinala Paola Savellija in njegovega brata Giulia. Za Ariccio se je začelo obdobje prenove mesta in gospodarski razvoj.
Papež Aleksander VII. je začel kupovati hiše v bližini trga in 25. junija 1663 podpisal pogodbo za gradnjo nove cerkve. Delo na zidovju, ometih in pleskanje so prevzeli veliki umetniki kot so Gian Lorenzo Bernini, Antonio Raggi, Jacques Courtois "burgundski", Raffaele Vanni, Ludwig Gimignani, Hyacinth Gimignani, Bernardino Mei, Alessandro Farnese Mattia, kar je razvidno v testamentu kardinala Julesa Mazarina, nekdanji šefa vlade Kraljevine Francije.
Dela so bila končana 16. maj 1665, ko jo je prvi kardinal Flavio Chigi, kasnejši papež Aleksander VII., blagoslovil skupaj s številnimi kardinali in jo uradno predali nadškofu.
Čeprav velja arhitektura cerkve kot eno najbolj popolnih Berninijevih del, se papežu Aleksandru VII. ni zdela praktična za opravljanje bogoslužja. Tako so pomanjkanje ustreznega prezbiterija nadomestili leta 1687, ko je kardinal Flavio Chigi naročil spremembe, odstranil del stene in zamenjal oltar na sredini apside in nato leta 1779, ko je bila površina kora povečana in obdana z ograjo iz lesa. Leta 1683 je bila obnovljena tudi streha cerkve, saj zamakalo.

### 18. stoletje
Pomanjkanje velike zakristije so nadomestili leta 1769, ko je Paolo Minini dal nekaj bližnjih prostorov v cerkvi v uporabo za zakristijo. Tudi impresivna freska v apsidi je bila uničena od vode in jo je bilo treba prebarvati.
Princ Sigismondo Chigi je takoj, ko je vzel v svojo posest dvorec v Ariccii leta 1771, dal obnoviti druge poškodovane dele cerkve in urediti trg.
Uradna posvetitev glavnega in stranskih oltarjev posvečenih Sveti Trojici in sv. Avguštinu iz Ippona, je bila 18. oktobra 1778. Zaradi zasičenosti pokopališča, ki se je nahajalo pod tlemi cerkve, je leta 1780 princ Sigismondo Chigi odločil, da prepove nadaljnje pokope in naložil na lastne stroške prenesti kosti na novo pokopališče zraven cerkve San Rocco, v istem okrožju, le zunaj Napoletanskih vrat.

### Od 19. stoletja dalje
Po končani prvi francoski invaziji, po vrnitvi papeške moči, so se nekateri menihi Vallombrosa vrnili živet v svetišče Santa Maria di Galloro in zahtevali vrnitev podobe Marije Galloro, ki je bila v času francoske okupacije odtujena. Papež Pij VII. je ukazal sliko vrniti. Prevoz je potekal v noči med 5. in 6. november 1801. Od takrat Marija Galloro ni več zapustila svetišča. Cerkev je med drugo svetovno vojno preživela anglo-ameriške bombne napade, ki so prizadeli Ariccio 1. februarja 1944 in uničile severni del Palazzo Chigi in most. Nekatera obnovitvena dela so se začeli ob koncu osemdesetih.

## Opis
Cerkev, kot je bilo že rečeno, je zasnoval Gian Lorenzo Bernini, ki ga je najela družina Chigi in papež Aleksander VII. Istemu oblikovalcu pripisujejo vse fasade stavb na trgu, glede na spremembe, povezane z intervencijami leta 1771 in odprtjem mostu, ki se zaključi v znameniti kompleks Palazzo Chigi s parkom Chigi.
Cerkev v Ariccii, kot papeška župnijska cerkev sv. Tomaža Villanova v Castel Gandolfo ali cerkev Sant'Andrea al Quirinale v Rimu, je delo, ki spada v zrelo Berninijevo obdobje: v primeru cerkve v Ariccii, je Bernini raje uporabil krožni tloris prekrit s kupolo.

### Zunanjost
Fasada je uokvirjena pred monumentalnim Piazza di Corte, ki ga je zasnoval Gian Lorenzo Bernini in deluje kot scensko ozadje pred dolgo fasado Palazzo Chigi.
Portik ima tri arkade z okroglimi loki, z dvema stranskima verandama tudi vsaka s tremi arkadami, vendar brez lokov. Prvotno je na vencu na verandi pisalo Beatae mariae Virgini Matri Dei v Caelum Assumptae, ki ga je spremljal grb v marmorju papeža Aleksandra VII, po adaptaciji 1771 je Prince Sigismondo Chigi grb ohranil, napis na vencu pa je postal Deiparae v Coelum Assumptae.
Nad vhodnimi vrati je zvezda, ki simbolizira Marijo z napisom Stella matutina ora pro Nobis.
Na osrednjem stebru se nahajajo bronaste plošče, spomin na misije jezuitov leta 1932 in pasijonske misije leta 1979.

### Notranjost

#### Vhod
Na obeh straneh sodobnega vhoda sta dva zapisa v les iz sedemnajstega stoletja, zdaj nimata funkcije. Pri vhodnih vratih je v prvotnem tlaku pokopan po lastni volji nadškof Bartolomeo Galloppi od Frascati, učenjak in človeka kulture, ki je bil med ustanovitelji lokalne accademia degli Sfaccendati, plodni literat in gledališčnik iz Ariccia med sedemnajstim in osemnajstim stoletjem. 
Nad vhod je Bernini naslonil kor iz granita, kjer so majhne orgle: zaradi teže strukture, ki je ogrožala stabilnost celotnega objekta, je leta 1753 princ Agostino Chigi ta del obnovil v sedanji obliki.
Na sredini loka, ki uokvirja vrata in kor, je velik grb papeža Aleksandra VII.

#### Orgle
Orgle v cerkvi so bile zgrajena v drugi polovici dvajsetega stoletja. Izdelal jih je družba Rieger-Kloss organ.
Instrument je na pultu v koru, je zaprt v ohišje prejšnjih baročnih orgel. So izrezljane in poslikane. Prenosni sistem je električni.

#### Kupola
Štukature kupole so delo kiparja in zvestega učenca Gian Lorenza Berninija, Antonia Raggija.
Struktura kupole je našla navdih v rimskem Panteonu. Podpira jo osem stebrov. V lupini kupole je 16 angelov, dva za vsako kampado - podporni venci in girlande so iz hrastovih listov. Celotna površina je posejana s šesterokotnimi kasetami, ki se manjšajo so osrednjega dela, kjer se približa osem belih pasov reber. Na sredini zgoraj je laterna.

#### Stranski oltarji
Stranskih oltarjev je šest: obdelani so v štukaturi, s timpanonom na dveh stebrih.
Na desni polobli so: 
- Oltar sv. Tomaža Villanova.
- Oltar Svete družine.
- Oltar svetega Antona opata.

Na levi polobli so:
- Oltar sv Francis de Sales.
- Oltar sv Avguština in Svete Trojice.
- Oltar svetega Roka.

#### Apsida
Apsida je z veliko fresko Jacquesa Courtoisa povsem zasedena in kaže Marijino vnebovzetje. Slika prikazuje Marijo, nekaj angelov in spodaj apostole.
Sprednja freska se nahaja v delu prezbiterija v tabernaklju, delo, ki sega vsaj do leta 1687, ko je kardinal Flavio Chigi odredil odstraniti oltar iz stene in ga postaviti kjer je zdaj, v središču apside. Nova intervencija na apsidi je bila narejena leta 1779, ko je bila pred prezbiterijem narejena lesena ograja, ki ga še vedno opredeljuje. Novejši so posegi za izvedbo ambona in zunaj ograje.

#### Zakristija
Zakristija, ki jo je prvotno zasnoval Gian Lorenzo Bernini in naj bi bila preozka, je bila potrebna širitve.
V današnjo zakristijo se pride skozi vrata na pol skrita za steber levo od glavnega oltarja, skozi ozek hodnik, ki vodi v serijo štirih ali petih sob, ki so povezane s strmih stopnicami v hišo nadškofa in sodelavcev. V osemdesetih in devetdesetih letih dvajsetega stoletja so, v prostorih simetrično nasproti sedanje zakristije, pridobili majhno župnijsko cerkev, ki vsebuje relativno staro in dragoceno liturgično pohištvo in druge svete predmete, ohranjene v zakristiji. V isti stavbi domuje pozlačen leseni kip zavetnika Sv. Apolonija, zavetnika Ariccie.